# اسکای آرتس
اسکای آرتس (به انگلیسی: Sky Arts) یک شبکه تلویزیونی متعلق به گروه اسکای بریتانیا است.
این شبکه در سال ۲۰۰۰ میلادی تأسیس شده و در بریتانیا و ایرلند برنامه پخش می‌کند. این شبکه معمولاً برنامه‌های مربوط به هنر را در مدت زمان  ۱۸ ساعت در شبانه‌روز در سه کانال پخش می‌کند.

## نگارخانه